# Айра Мерчісон
Айра Джеймс Мерчісон (англ. Ira James Murchison; нар. 6 лютого 1933 — пом. 28 березня 1994) — американський легкоатлет, який спеціалізувався в бігу на короткі дистанції.

## Із життєпису
Олімпійський чемпіон в естафеті 4×100 метрів (1956).
4-е місце з бігу на 100 метрів на Олімпіаді-1956.
Чемпіон (в естафеті 4×100 метрів) та бронзовий призер (в бігу на 100 метрів) Панамериканських ігор (1963).
Ексрекордсмен світу з бігу на 100 метрів та в естафеті 4×100 метрів (загалом 4 ратифікованих рекорди).
Чемпіон США у приміщенні з бігу на 60 метрів (1957).
Після матчевої зустрічі легкоатлетичних команд США-СРСР 1958 року, що відбувся у Москві, отримав прізвисько «Людина-супутник» за швидкий старт. 
По завершенні спортивної кар'єри працював тренером.
Помер від раку, маючи 61 рік.

## Основні міжнародні виступи
| Рік  | Змагання             | Місто     | Місце | Дисципліна | Примітки         |
| ---- | -------------------- | --------- | ----- | ---------- | ---------------- |
| 1956 | Олімпійські ігри     | Мельбурн  | 4     | 100 м      | Відео на YouTube |
| 1956 | 1                    | 4×100 м   |       |            |                  |
| 1963 | Панамериканські ігри | Сан-Паулу | 3     | 100 м      |                  |
| 1963 | 1                    | 4×100 м   |       |            |                  |